# Emma Bächtiger
Emma Bächtiger (* 28. Mai 2004 in Kilchberg) ist eine Schweizer Handballspielerin, die für den deutschen Bundesligisten VfL Oldenburg aufläuft.

## Karriere

### Verein
Bächtiger begann das Handballspielen beim Schweizer Verein Handball Stäfa. Die nächste Station der Linkshänderin war GC Amicitia Zürich, mit dem sie im Jahr 2019 die Schweizer U-16-Meisterschaft gewann. Danach wechselte die Rückraumspielerin in die Jugendabteilung des LK Zug, mit dem sie die Schweizer U-18-Meisterschaft gewann. Zugleich besuchte sie die Handball-Akademie des Schweizerischen Handballverbands (OYM) in Cham ZG. Ab der Saison 2021/22 gehörte Bächtiger dem Erstligakader vom LK Zug an, mit dem sie 2022 den Schweizer Cup gewann. Im Sommer 2025 wechselte sie zum deutschen Bundesligisten VfL Oldenburg.

### Nationalmannschaft
Bächtiger gewann mit der Schweizer Jugendnationalmannschaft die EHF U-17-Championship 2019, einem Wettbewerb für Nationalmannschaften, die sich nicht für die U-17-Europameisterschaft qualifizieren konnten. Im selben Jahr gelang ihr weiterhin mit der Schweizer Juniorinnennationalmannschaft den Titelgewinn bei der EHF U-19-Championship. Im März 2021 gab sie im Alter von 16 Jahren ihr Länderspieldebüt für die Schweizer A-Nationalmannschaft – noch bevor sie zum ersten Mal in der höchsten Schweizer Liga zum Einsatz kam. Anschließend nahm sie mit der Jugendauswahl an der U-17-Europameisterschaft 2021 und an der U-18-Weltmeisterschaft 2022 sowie mit der Juniorinnenauswahl an der U-20-Weltmeisterschaft 2024 teil. Sie stand im Kader für die Europameisterschaft 2024. Die Schweiz erreichte die Hauptrunde und beendete das Turnier auf dem 12. Platz. Bächtiger kam in allen 7 Spielen der Schweizerinnen zum Einsatz.

## Privates
Bächtiger wuchs in Hombrechtikon auf. Sie besuchte gemeinsam mit Laurentia Wolff die Primarschule in Stäfa.